# St. Peter (Petersglaim)

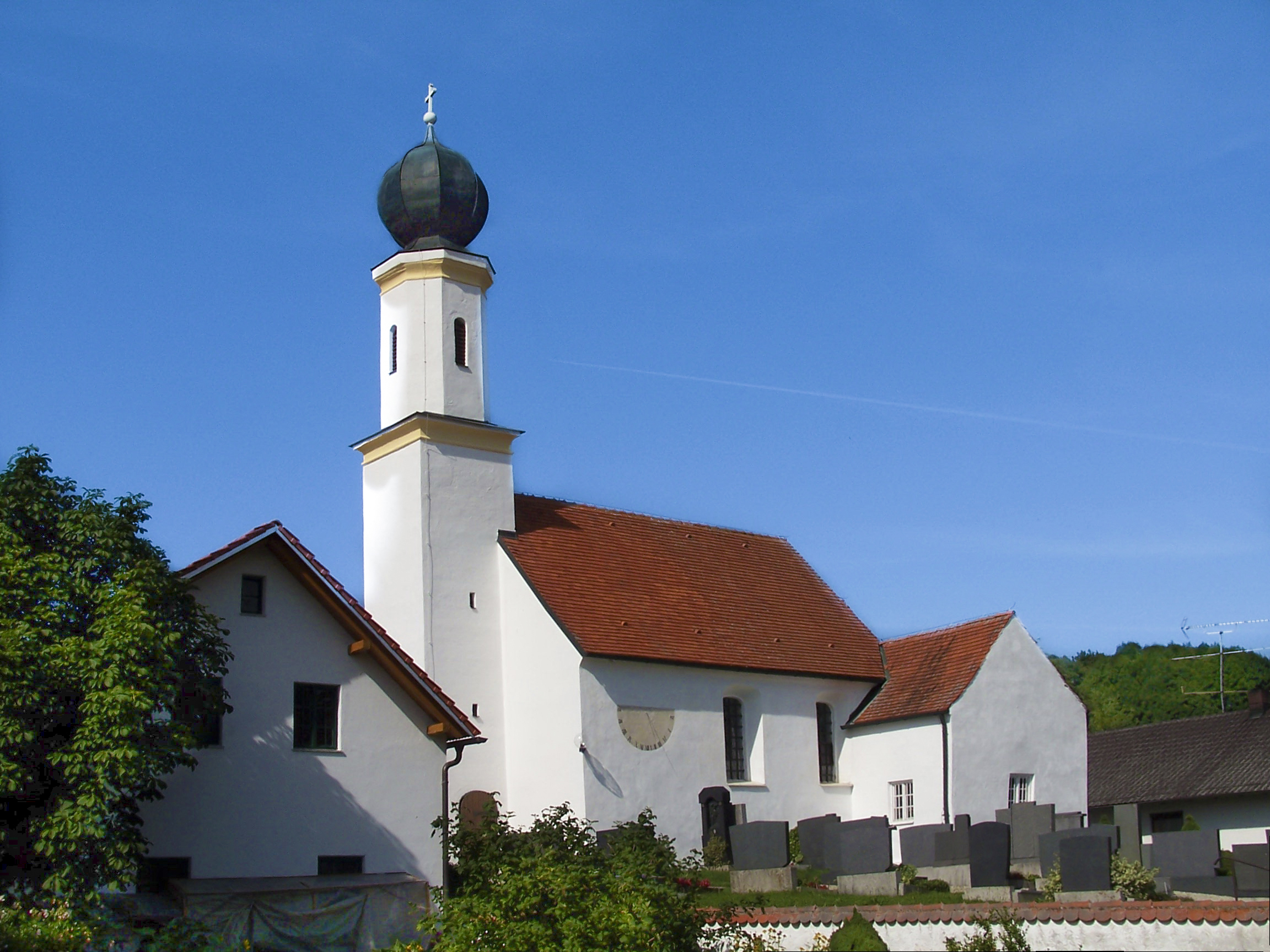
Außenansicht der Filialkirche St. Peter von Südwesten

Die römisch-katholische Filialkirche St. Peter in Petersglaim, einem Ortsteil der Gemeinde Hohenthann im niederbayerischen Landkreis Landshut, ist eine kleine Saalkirche, die im 12. oder 13. Jahrhundert im romanischen Stil erbaut wurde. Im Jahr 1691 wurde sie von dem Mallersdorfer Maurermeister Georg Pohner barockisiert und später noch einmal baulich verändert. Der Kirchturm wurde im Jahr 1736 von dem Rottenburger Maurermeister Franz Pichlmayr errichtet.
Das dem heiligen Apostel Petrus (Gedenktag: 29. Juni) geweihte Gotteshaus ist eine Filialkirche der Pfarrei St. Laurentius in Hohenthann. Es ist als Baudenkmal mit der Nummer D-2-74-141-29 beim Bayerischen Landesamt für Denkmalpflege eingetragen.

## Geschichte
In seiner Pfarrbeschreibung von 1619 berichtet der damalige Pfarrer von Hohenthann, Kaspar Haydt, auch über die Filialgemeinde Petersglaim. So seien damals in der Petersglaimer Kirche zwei Altäre gestanden, die dem heiligen Petrus und der heiligen Maria geweiht waren. Außerdem berichtet er von der Ausdehnung der Filialgemeinde, welche – damals wie heute – neben Petersglaim auch die umliegenden Weiler Windham und Mainzendorf sowie die Einöden Bergham und Oberndorf umfasste. Schließlich kommt er auch auf die rege Wallfahrt nach Petersglaim zu sprechen. So seien am Gedenktag des heiligen Markus (25. April) stets die gesamte Pfarrei Hohenthann sowie die Nachbarpfarrei Oberglaim (früher Frauenglaim) nach Petersglaim gepilgert, wo beide Pfarrer gemeinsam die heilige Messe mit gesungener Litanei und Predigt hielten. Außerdem seien stets am Montag der Bittwoche die Pilger aus Oberergoldsbach nach Petersglaim gekommen.

## Beschreibung
Die Filialkirche St. Peter ist ein einschiffiger, nach Osten ausgerichteter Saalbau, dessen Grundriss bereits auf einen romanischen Ursprung hindeutet. Neben der großen Mauerstärke ist die Apsis in Form eines gestelzten Rundbogens ein Indiz hierfür. Diese ist gegenüber dem dreijochigen Langhaus merklich eingezogen. Der Außenbau ist bis auf die korbbogig abgeschlossenen Fensteröffnungen und die Sonnenuhr auf der Südseite des rückwärtigen Langhausjochs weitgehend ungegliedert. An die Apsis ist südlich die Sakristei angebaut. Der Westturm mit Achteckaufsatz und stark eingeschnürter Zwiebelkuppel springt leicht in das Kirchenschiff ein. Durch das Turmerdgeschoss erfolgt der Zugang ins Kircheninnere.
Dort hebt sich der Chorraum vor allem durch den breiten, korbbogig abschließenden Chorbogen und das umlaufende, profilierte Gesims von der schlichten Gestaltung des flachgedeckten Kirchenschiffs ab. Unter der kuppelartigen Decke des Presbyteriums, die bei der Barockisierung mit Stuckaturen überzogen wurde, befindet sich ein neuromanischer Hochaltar. Die barocke Kanzel stammt aus der Zeit um 1700 und weist gedrehte Säulchen an den Kanten des polygonalen Korpus sowie vergoldetes Akanthusschnitzwerk auf. Außerdem befinden sich in der Kirche eine bemalte gotische Holzfigurengruppe aus der Zeit um 1430, welche die Anbetung der Heiligen Drei Könige darstellt, sowie eine spätgotische Marienfigur aus der Zeit um 1500, die in der Linken das Jesuskind, in der Rechten ein Zepter trägt.